# Sinterbrons

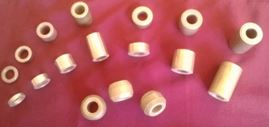
Glijlagers van sinterbrons

Sinterbrons, vanwege de voornaamste toepassing ook wel lagerbrons genoemd, is een poreuze vorm van brons.

## Productie
Het materiaal wordt geproduceerd door bronspoeder onder hoge temperatuur en druk samen te persen, zodanig dat de korrels aaneen gesinterd worden. De temperatuur is net niet zo hoog dat het materiaal smelt. Door dit proces ontstaat een materiaal dat zeer kleine poriën heeft. Meestal vormen deze poriën 10-35% van het materiaalvolume. Door het materiaal vervolgens in een olieachtige vloeistof te dompelen, wordt deze vloeistof door de hygroscopische werking in het materiaal opgezogen. Er bestaan ook sinterbronzen die niet met een olieachtige vloeistof zijn gevuld maar met grafiet.

## Toepassingen
Sinterbrons wordt voornamelijk gebruikt voor de vervaardiging van glijlagers. De olie die in de poriën van het materiaal opgezogen zit, dient als smeermiddel. Doorgaans hoeft deze olie nooit vervangen te worden.

## Eigenschappen
Sinterbrons heeft zeer goede zelfsmerende eigenschappen. Doordat het contactoppervlak van glijlagers erg groot is in verhouding tot rollende lagers, kan het materiaal een relatief hoge druk verdragen. In verhouding tot kunststof glijlagers kan het hogere temperaturen verdragen. Een sinterbronzen lager is nagenoeg onderhoudsvrij.
Een nadeel van het materiaal is dat het erg bros is, en daardoor beperkt bewerkbaar. Een sinterbronzen glijlager moet daarom met de nodige voorzichtigheid in het lagerhuis worden geperst. Als het materiaal verspanend wordt bewerkt, is er het risico dat de poriën aan het oppervlak van het materiaal worden dichtgedrukt, waardoor de olie niet meer vrij kan komen, waardoor het lager veel stroever gaat lopen en dus harder zal slijten.
Vergeleken met andere lagers is een sinterbronzen glijlager relatief goedkoop, en bovendien zeer compact.
Een voorwerp van sinterbrons mag nooit in aanraking komen met een absorberend oppervlak, omdat dat dan de olie uit het materiaal zal opzuigen: legt men bijvoorbeeld een sinterbronzen voorwerp op een stukje papier dan ziet men snel een vetvlek in dat papier ontstaan.